# Cantone di Sin-le-Noble
Il Cantone di Sin-le-Noble è una divisione amministrativa dell'Arrondissement di Douai.
È stato costituito a seguito della riforma approvata con decreto del 17 febbraio 2014, che ha avuto attuazione dopo le elezioni dipartimentali del 2015.

## Composizione
Comprende i 15 comuni di:
- Bruille-lez-Marchiennes
- Erre
- Fenain
- Hornaing
- Lallaing
- Marchiennes
- Pecquencourt
- Rieulay
- Sin-le-Noble
- Somain
- Tilloy-lez-Marchiennes
- Vred
- Wandignies-Hamage
- Warlaing
- Waziers